# 繪本棒棒堂
《繪本棒棒堂》是兒童文學季刊，由台灣國立臺東大學以及財團法人兒童文化藝術基金會所共同出版。每年3、6、9、12月15日出刊，20日前寄送。內容以介紹繪本、繪本的評論以及作品賞析、相關活動介紹為主。2005年秋季號創刊，2010年春季號(19期)後斷刊，冬季號出滿20期後停刊。
現於兒少文學與文化 （页面存档备份，存于）網站有部分篇章授權刊登連載，兒童文學研究所網頁可查詢各期目錄。